# Servetto-Makhymo-Beltrami TSA
Servetto-Makhymo-Beltrami TSA (UCI-code SER) was een Italiaanse wielerploeg voor vrouwen, die tussen 2013 en 2023 deel uitmaakte van het peloton. De ploeg heette tot 2016 Servetto Footon en dient daarom niet verward te worden met Footon-Servetto, de Spaanse mannenploeg in 2009, die tussen 2004 en 2011 ook bekend was onder de namen Saunier Duval en Geox-TMC.
In oktober 2016 maakte de Britse Jessie Walker bekend het team te verlaten na een, volgens haar, "frustrerend en demoraliserend" jaar. In maart 2017 stapte ook de Belgische Femke Verstichelen op bij de ploeg, na slechts twee maanden, naar eigen zeggen vanwege "enorm slechte ervaringen". Toch keerde zij in 2018 weer terug bij de ploeg.

## Bekende oud-rensters
- Tatiana Antoshina (2015)
- Francesca Balducci (2019)
- Francesca Baroni (2020)
- Nicole Brändli (2016)
- Sara Casasola (2018-2021)
- Francesca Cauz (2019)
- Antri Christoforou (2016-2017)
- Annalisa Cucinotta (2013-2014)
- Mossana Debesay (2018-2019)

- Kseniya Dobrynina (2017-2020)
- Clemilda Fernandes (2017)
- Lija Laizāne (2016)
- Eva Lechner (2016)
- Laura Lozano (2017)
- Molly Meyvisch (2016)
- Argiro Milaki (2018)
- Jolanda Neff (2015-2016)
- Flávia Oliveira (2015)

- Michela Pavin (2015)
- Sari Saarelainen (2014-2015)
- Ana Sanabria (2017-2018)
- Marion Sicot (2016)
- Ting Ying Huang (2016-2017)
- Maria Vittoria Sperotto (2016)
- Femke Verstichelen (2017-2018)
- Jevgenija Vysotska (2019)
- Jessie Walker (2016)

## Overwinningen

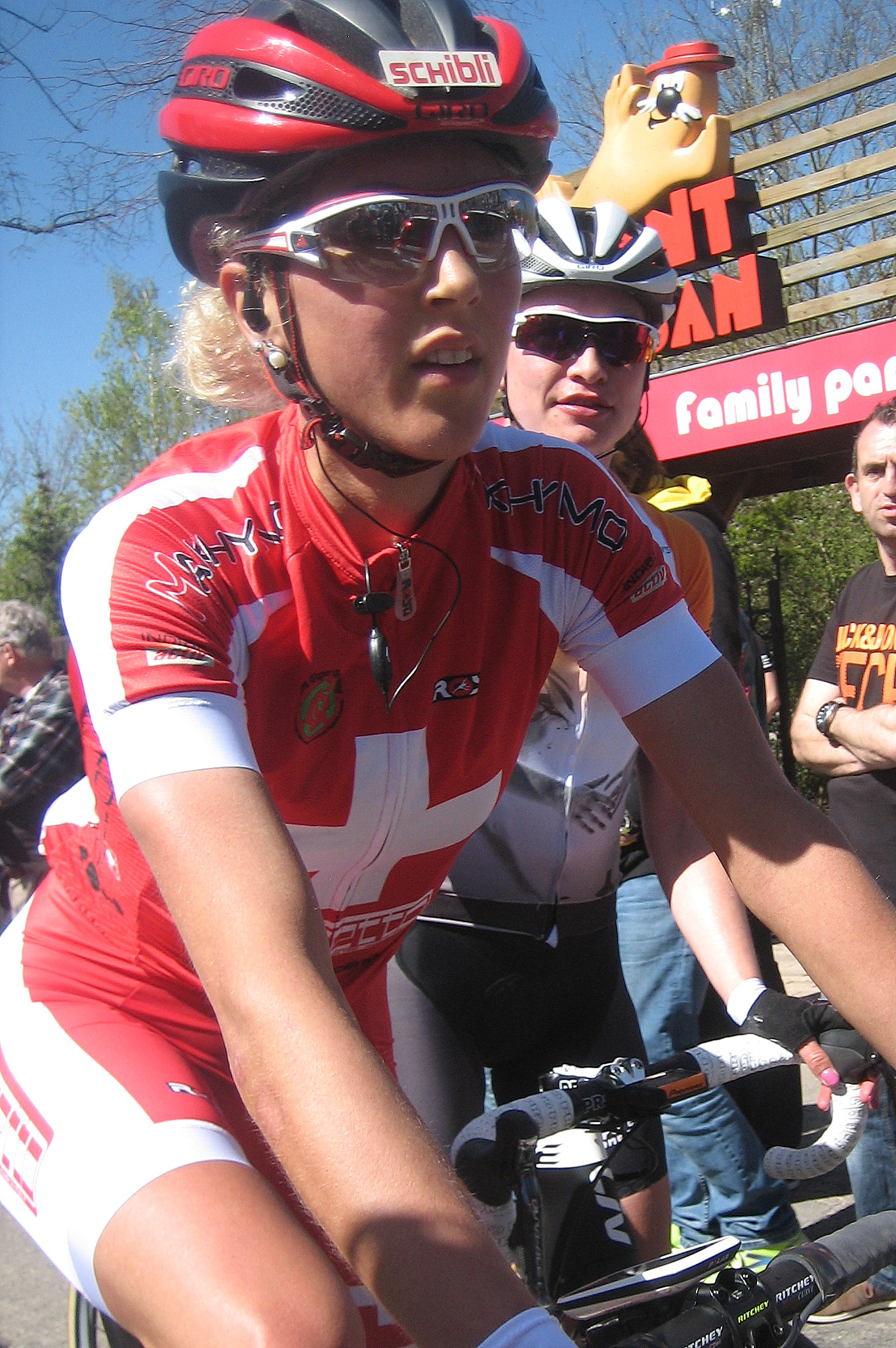
Jolanda Neff in de Waalse Pijl 2016

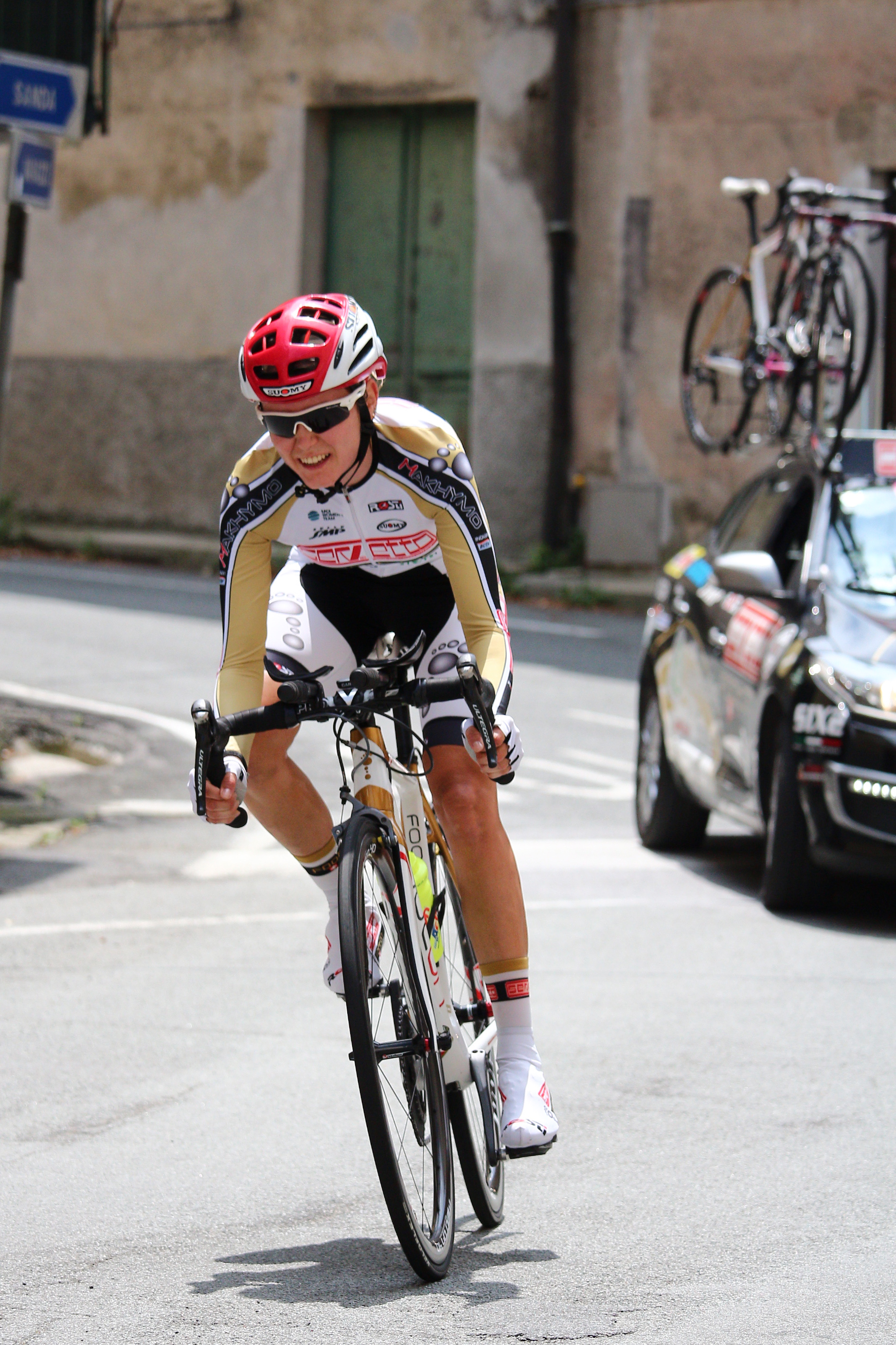
Anna Potokina in de Giro Rosa

2014
2e etappe (tijdrit) Gracia Orlová, Natalia Boyarskaya
 Eindklassement Tour of Adygeya, Natalia Boyarskaya
 Puntenklassement, Natalia Boyarskaya
1e (tijdrit) en 2e etappe, Natalia Boyarskaya
2015
Ljubljana-Domzale-Ljubljana (tijdrit), Tatiana Antoshina
2016
Eind- en puntenklassement Ronde van Polen, Jolanda Neff
1e en 3e etappe, Jolanda Neff
2017
Eindklassement Vuelta a Colombia, Ana Sanabria
Proloog, 3e en 5e etappe, Ana Sanabria
2018
Eindklassement Vuelta a Colombia, Ana Sanabria
3e etappe (tijdrit), Ana Sanabria
1e etappe Tour of Zhoushan Island, Argiro Milaki
Juegos Suramericanos, weg- en tijdrit, Ana Sanabria

### Kampioenschappen
2014
 Italiaans baankampioen (scratch), Annalisa Cucinotta
2015
 Europees kampioen mountainbike, Jolanda Neff
 Russisch kampioen op de weg, Anna Potokina
 Russisch kampioen tijdrijden, Tatiana Antoshina
 Zwitsers kampioen op de weg, Jolanda Neff
2016
 Europees kampioen mountainbike, Jolanda Neff
 Lets kampioen op de weg, Lija Laizane
 Lets kampioen tijdrijden, Lija Laizane
2017
 Cypriotisch kampioen op de weg, Antri Christoforou
 Kazachs kampioen tijdrijden, Natalya Sokovnina
2019
Afrikaans kampioen op de weg, Mossana Debesay
 Italiaans kampioen veldrijden, Sara Casasola
 Russisch kampioen op de weg, Alexandra Goncharova
2021
 Lets kampioen op de weg, Lina Svarinska